# Ptghunk
Ptghunk (en arménien Պտղունք) est une communauté rurale du marz d'Armavir, en Arménie. Elle compte 1 876 habitants en 2009.